# Mistrzostwa świata w szachach 1948

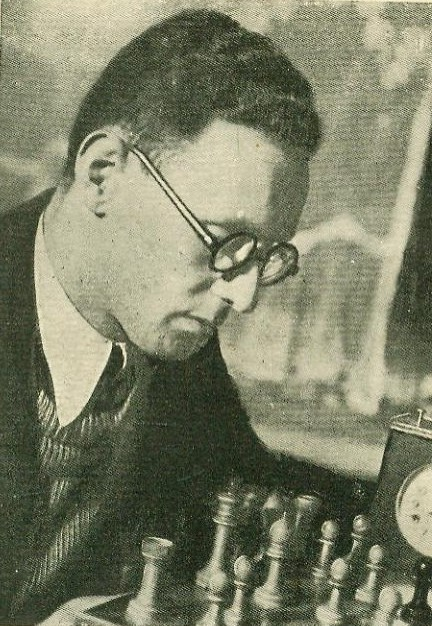
Mistrz świata 1948,
Michaił Botwinnik

Mistrzostwa świata w szachach 1948 – zorganizowany przez FIDE i rozegrany w Hadze oraz Moskwie w dniach 1 marca–18 maja turniej szachowy, mający na celu wyłonienie mistrza świata. Był to pierwszy w historii przypadek, gdy o tytule mistrza świata decydował turniej, a nie mecz. Spowodowane to było śmiercią (w roku 1946) dotychczasowego mistrza, Aleksandra Alechina. Sytuacja ta pozwoliła na unormowanie zasad dotyczących wyłaniania mistrza świata, do tej pory niejasnych i polegających na tym, iż urzędujący mistrz sam wybierał sobie przeciwnika spośród wybitnych szachistów, który w dodatku zobowiązany był do wniesienia wysokiej opłaty za możliwość walki o tron szachowy. Decyzję o organizacji turnieju podjęto na XVII Kongresie FIDE, który odbył się w Winterthur w roku 1946, zaś rok później na Kongresie w Hadze zatwierdzono szczegóły regulaminowe, z których najważniejszymi były formuła turnieju (system czterokołowy) oraz liczba (6) i skład uczestników. Po wielu debatach do udziału w turnieju wybrano Michaiła Botwinnika, Maxa Euwe, Reubena Fine'a, Paula Keresa, Samuela Reshevskiego i Wasilija Smysłowa, natomiast sędzią głównym mianowano Milana Vidmara.
Ostatecznie do turnieju przystąpiło 5 zawodników (Reuben Fine z powodu konfliktu z szachową federacją Stanów Zjednoczonych zrezygnował z gry), którzy zdecydowali o rozegraniu 20 partii, po powiększeniu liczby kół z 4 do 5. Dwa pierwsze koła rozegrano w Hadze (1 - 25 marca), trzy pozostałe - w Moskwie (11 kwietnia - 18 maja). Zdecydowanym zwycięzcą turnieju został Michaił Botwinnik, który tym samym został szóstym w historii mistrzem świata w szachach.

## Wyniki końcowe turnieju
| Miejsce | Zawodnicy         | 1  | 2 | 3  | 4 | 5  | Punkty |
| ------- | ----------------- | -- | - | -- | - | -- | ------ |
| 1       | Michaił Botwinnik | •  | 3 | 3½ | 4 | 3½ | 14     |
| 2       | Wasilij Smysłow   | 2  | • | 3  | 2 | 4  | 11     |
| 3       | Samuel Reshevsky  | 1½ | 2 | •  | 3 | 4  | 10½    |
| 4       | Paul Keres        | 1  | 3 | 2  | • | 4½ | 10½    |
| 5       | Max Euwe          | 1½ | 1 | 1  | ½ | •  | 4      |

## Wyniki rundowe
| Runda | Zawodnicy                             | Wynik   |
| ----- | ------------------------------------- | ------- |
| I     | Euwe - Keres Smysłow - Reshevsky      | 0:1 ½:½ |
| II    | Keres - Smysłow Botwinnik - Euwe      | 1:0     |
| III   | Smysłow - Botwinnik Reshevsky - Keres | ½:½ 1:0 |
| IV    | Botwinnik - Reshevsky Euwe - Smysłow  | 1:0 0:1 |
| V     | Reshevsky -Euwe Keres - Botwinnik     | 1:0 0:1 |
| VI    | Keres -Euwe Reshevsky - Smysłow       | ½:½     |
| VII   | Smysłow - Keres Euwe - Botwinnik      | 0:1 ½:½ |
| VIII  | Botwinnik - Smysłow Keres - Reshevsky | ½:½     |
| IX    | Reshevsky - Botwinnik Smysłow - Euwe  | ½:½ 1:0 |
| X     | Euwe - Reshevsky Botwinnik - Keres    | ½:½ 1:0 |
| XI    | Euwe - Keres Smysłow - Reshevsky      | 0:1 1:0 |
| XII   | Keres - Smysłow Botwinnik - Euwe      | ½:½ 1:0 |
| XIII  | Smysłow - Botwinnik Reshevsky - Keres | 0:1     |

| Runda | Zawodnicy                             | Wynik   |
| ----- | ------------------------------------- | ------- |
| XIV   | Botwinnik - Reshevsky Euwe - Smysłow  | 0:1 1:0 |
| XV    | Reshevsky - Euwe Keres - Botwinnik    | ½:½ 0:1 |
| XVI   | Keres -Euwe Reshevsky - Smysłow       | 1:0 ½:½ |
| XVII  | Smysłow - Keres Euwe - Botwinnik      | 1:0 ½:½ |
| XVIII | Botwinnik - Smysłow Keres - Reshevsky | ½:½ 0:1 |
| XIX   | Reshevsky - Botwinnik Smysłow - Euwe  | 0:1 1:0 |
| XX    | Euwe - Reshevsky Botwinnik - Keres    | 0:1 1:0 |
| XXI   | Euwe - Keres Smysłow - Reshevsky      | 0:1 ½:½ |
| XXII  | Keres - Smysłow Botwinnik - Euwe      | ½:½     |
| XXIII | Smysłow - Botwinnik Reshevsky - Keres | ½:½     |
| XXIV  | Botwinnik - Reshevsky Euwe - Smysłow  | 1:0 0:1 |
| XXV   | Reshevsky - Euwe Keres - Botwinnik    | 1:0     |

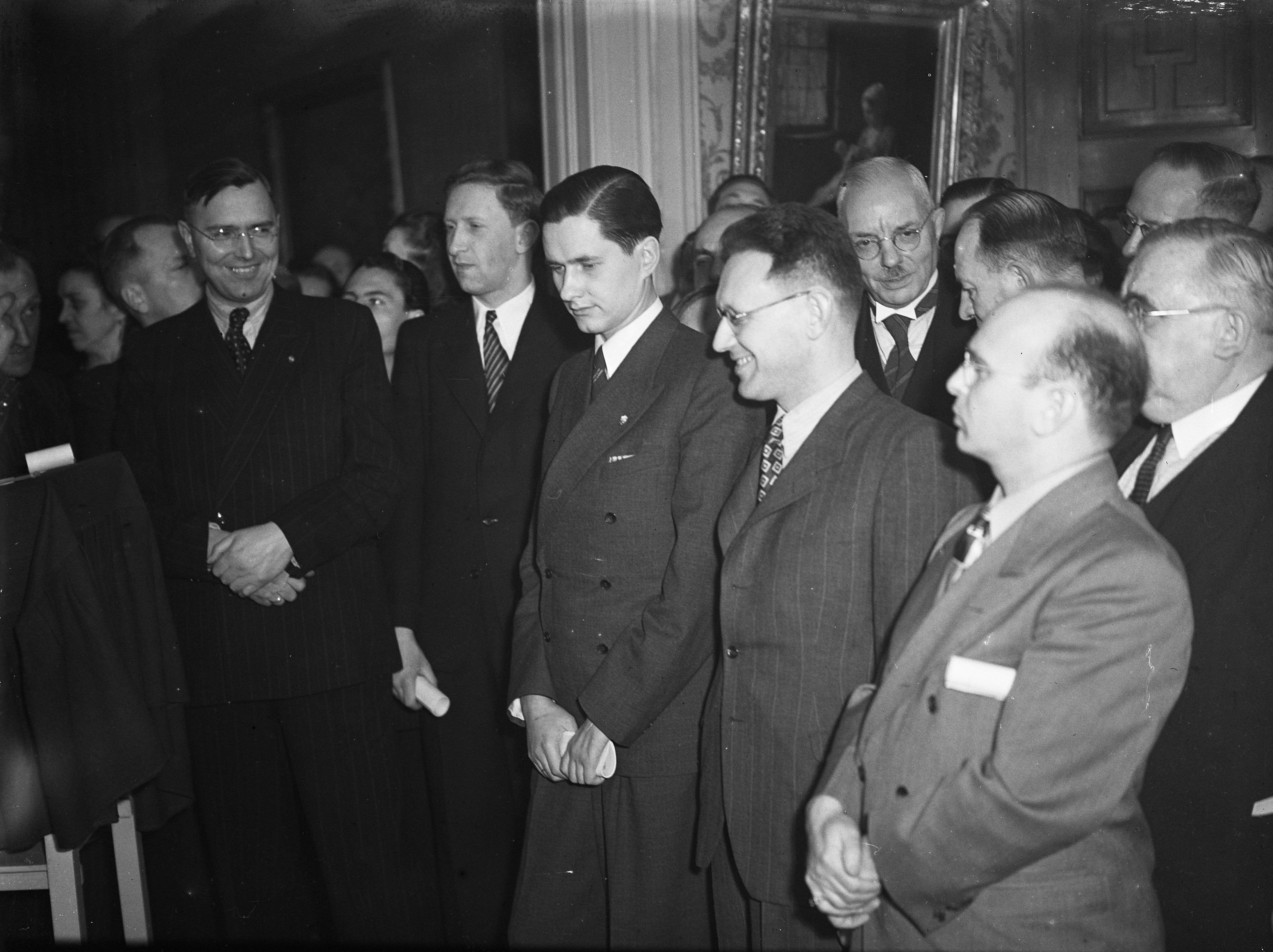
Euwe, Smysłow, Keres, Botwinnik & Reshevsky
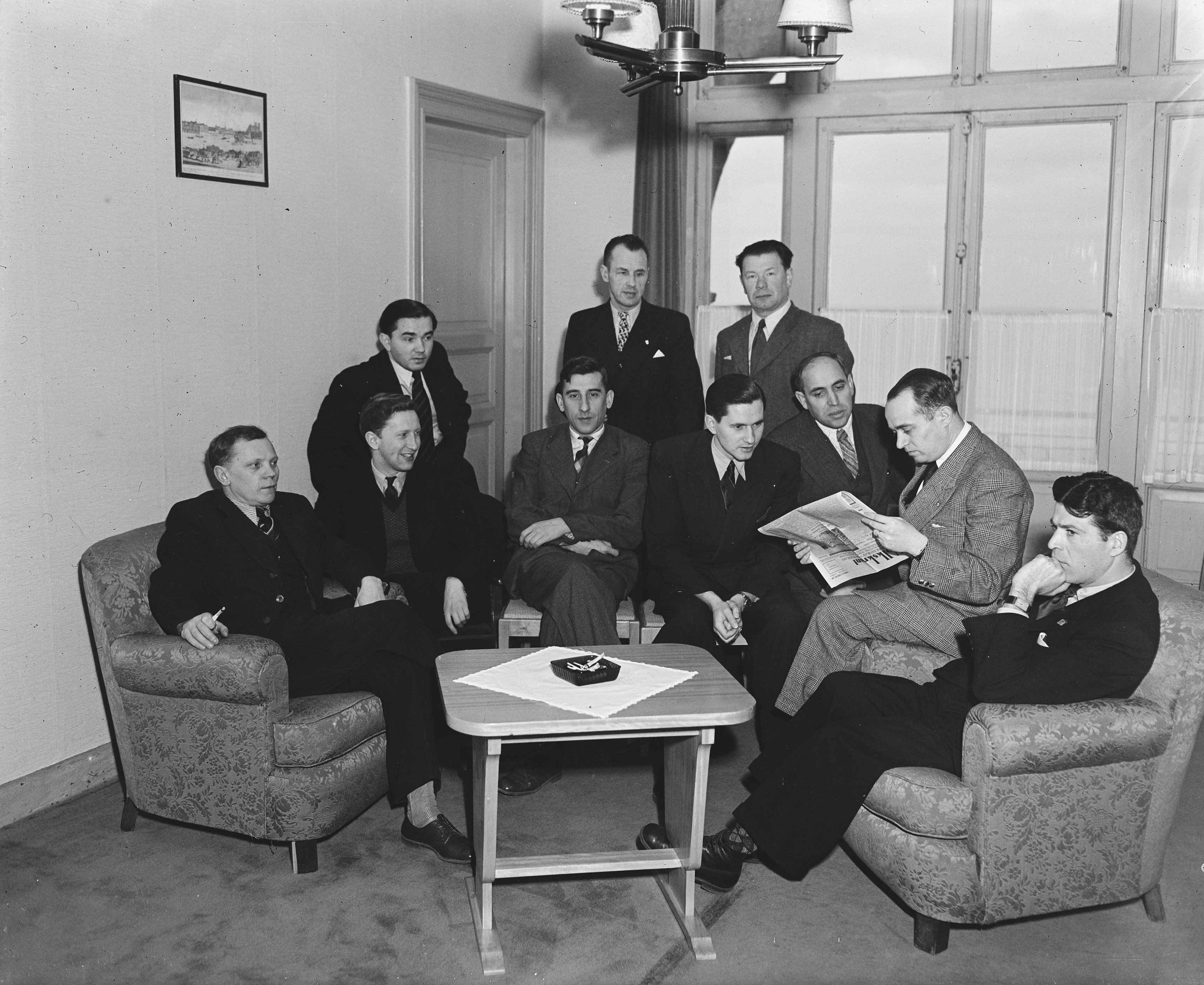
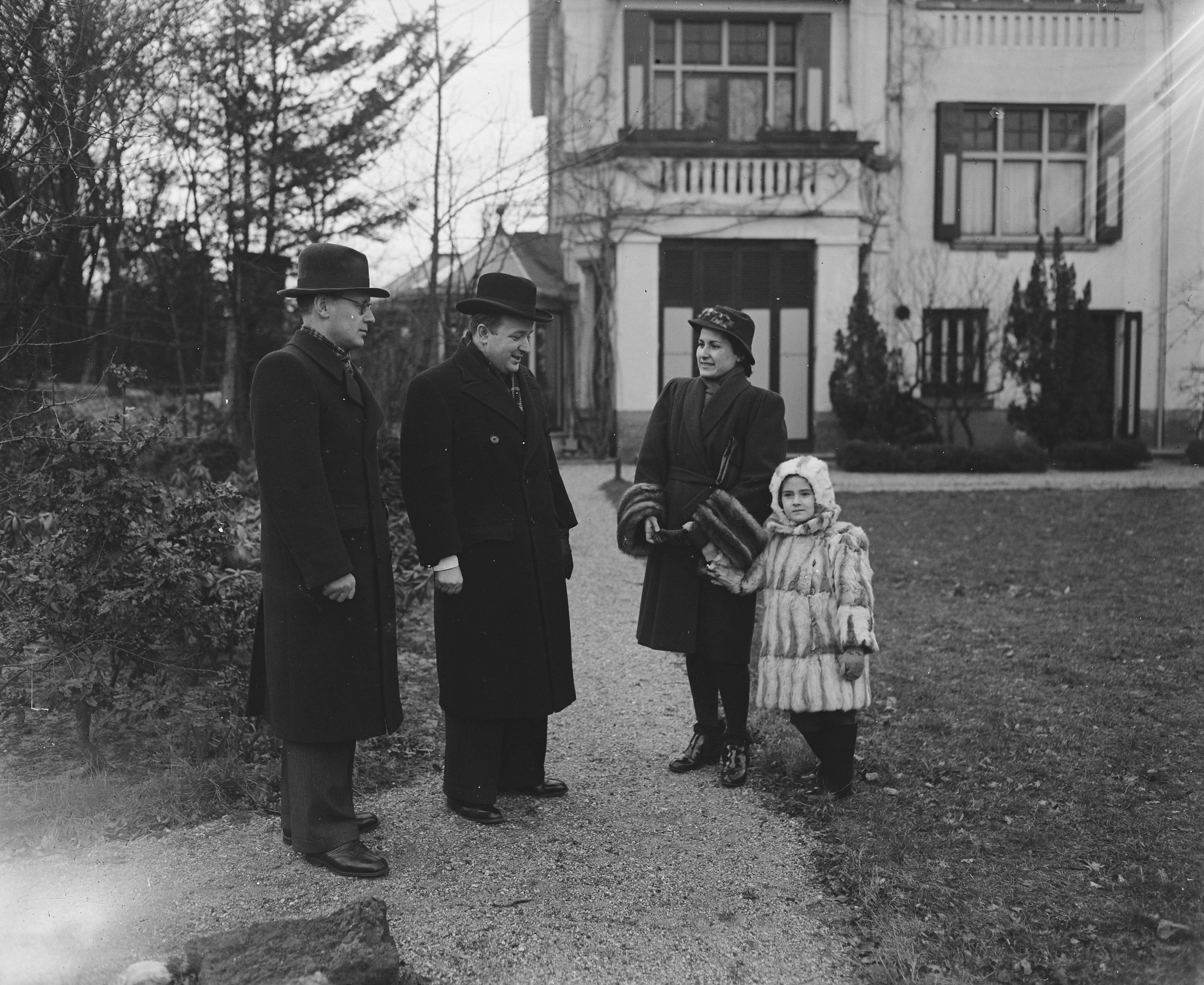
Botwinnik
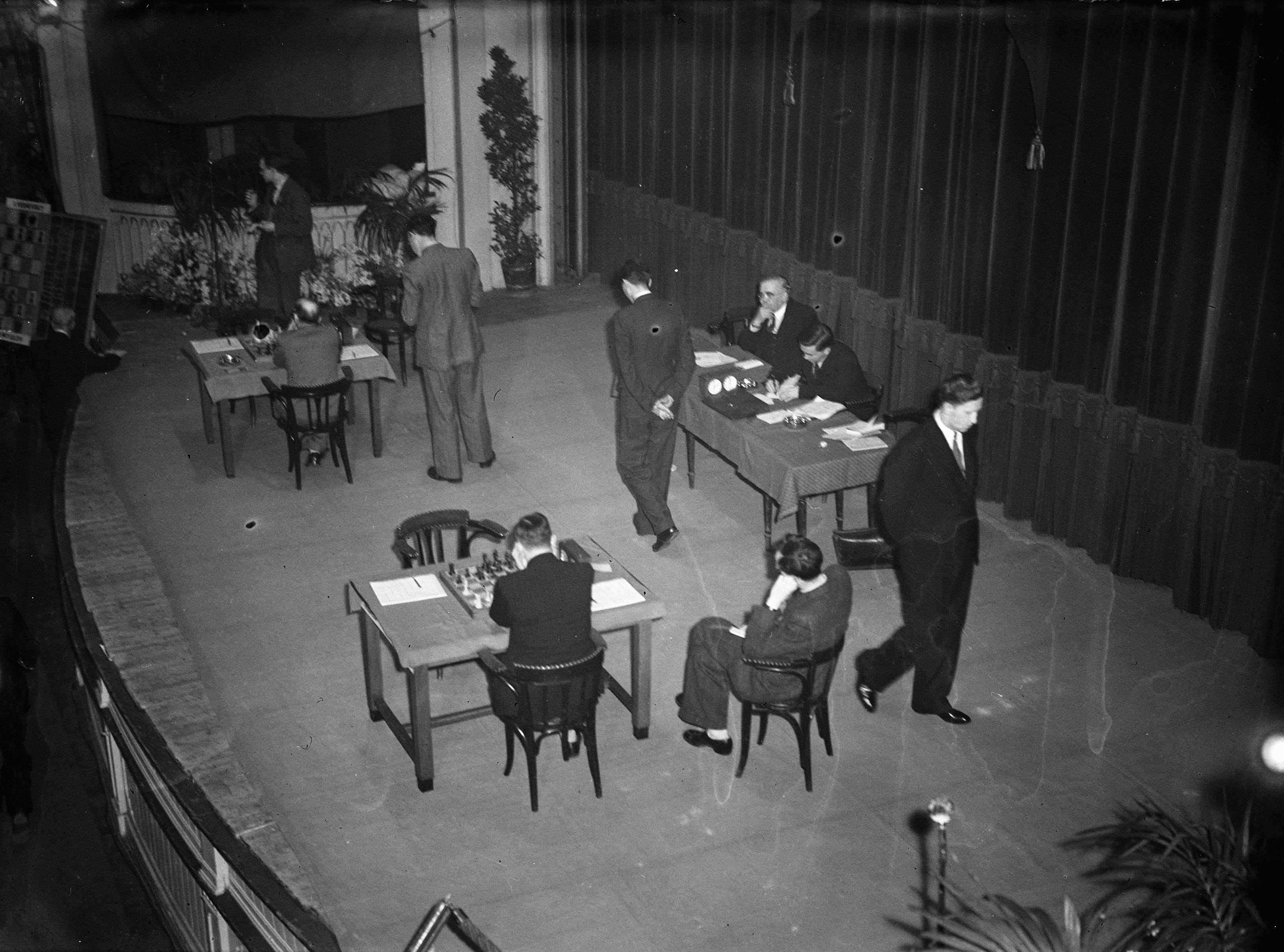
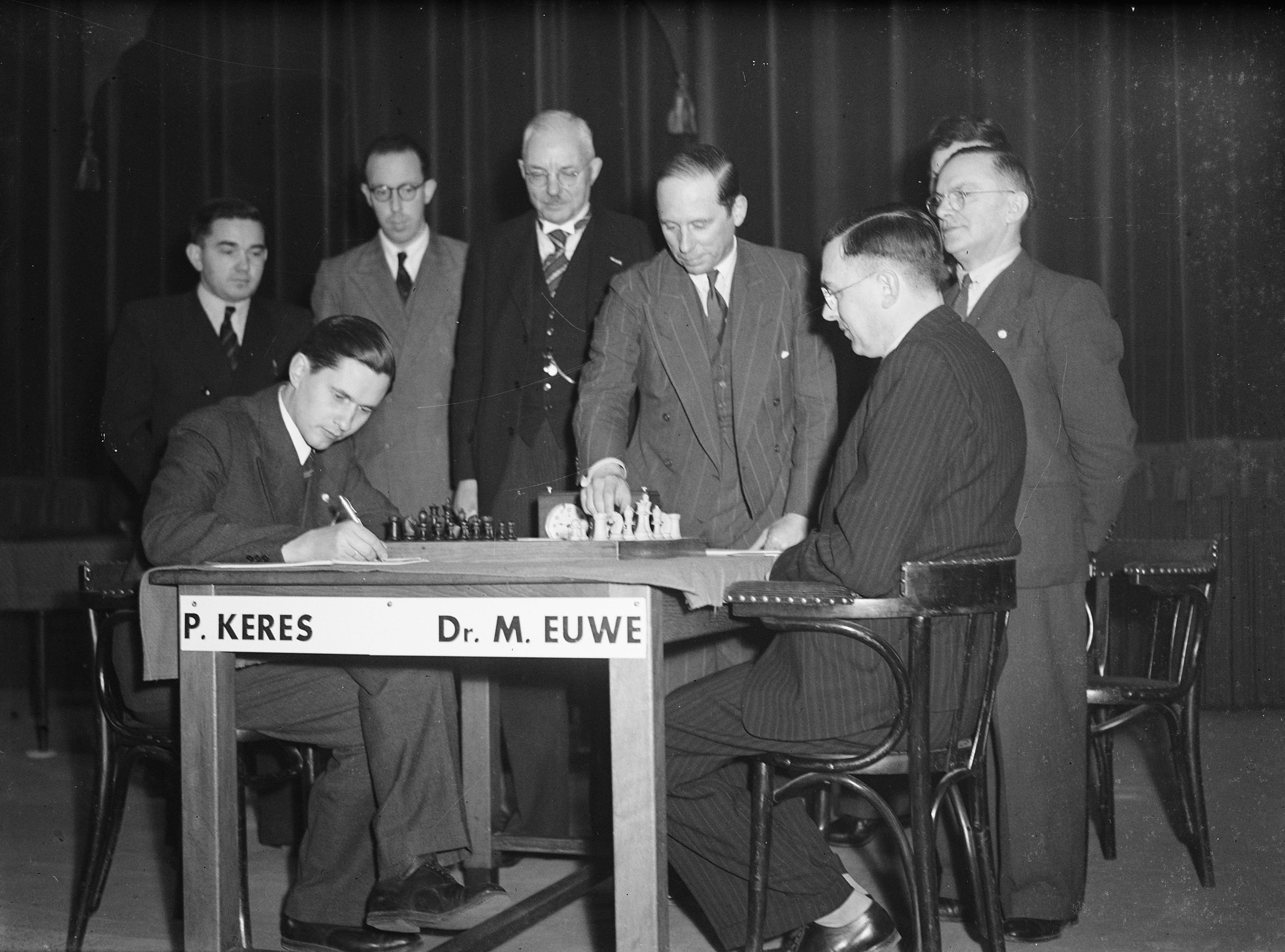
Keres vs. Euwe
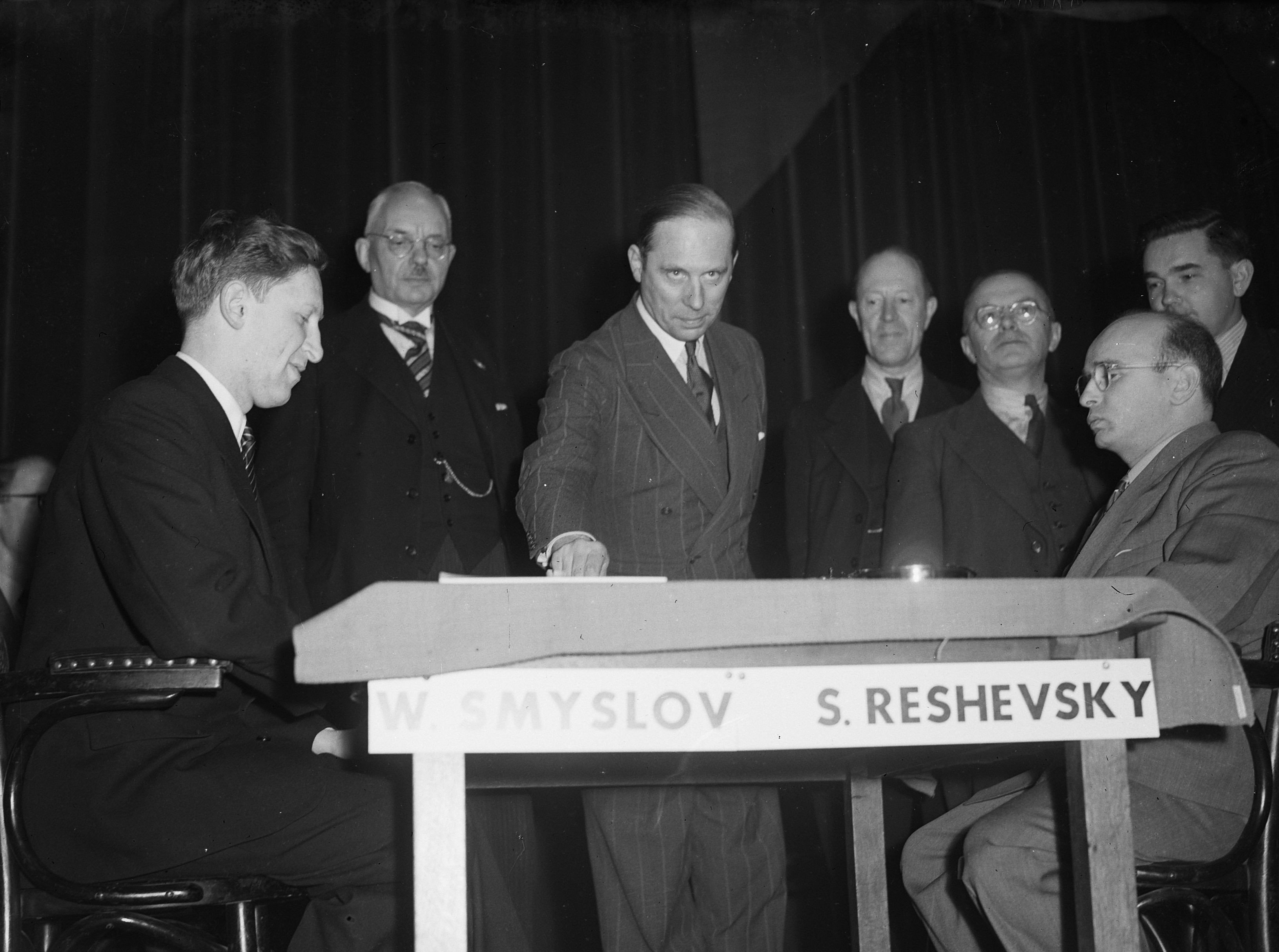
Smysłow vs. Reshevsky